# Johann Georg Brix
Johann Georg Brix (* 1665 in Öttingen im Ries; † 1742 in Meßkirch) war ein deutscher Stuckateur der Wessobrunner Schule und Hofbaumeister in Messkirch.

## Leben
Um 1680 bis 1683 war er in der Lehre bei Matthias Schmuzer, der seit 1664 in Augsburg ansässig war. Am 27. September 1693 heiratete er die Tochter seines Lehrmeisters, Maria Afra Schmuzer. Er erwarb am 9. Oktober 1693 das Augsburger Bürgerrecht, wurde dort sesshaft und selbstständig.

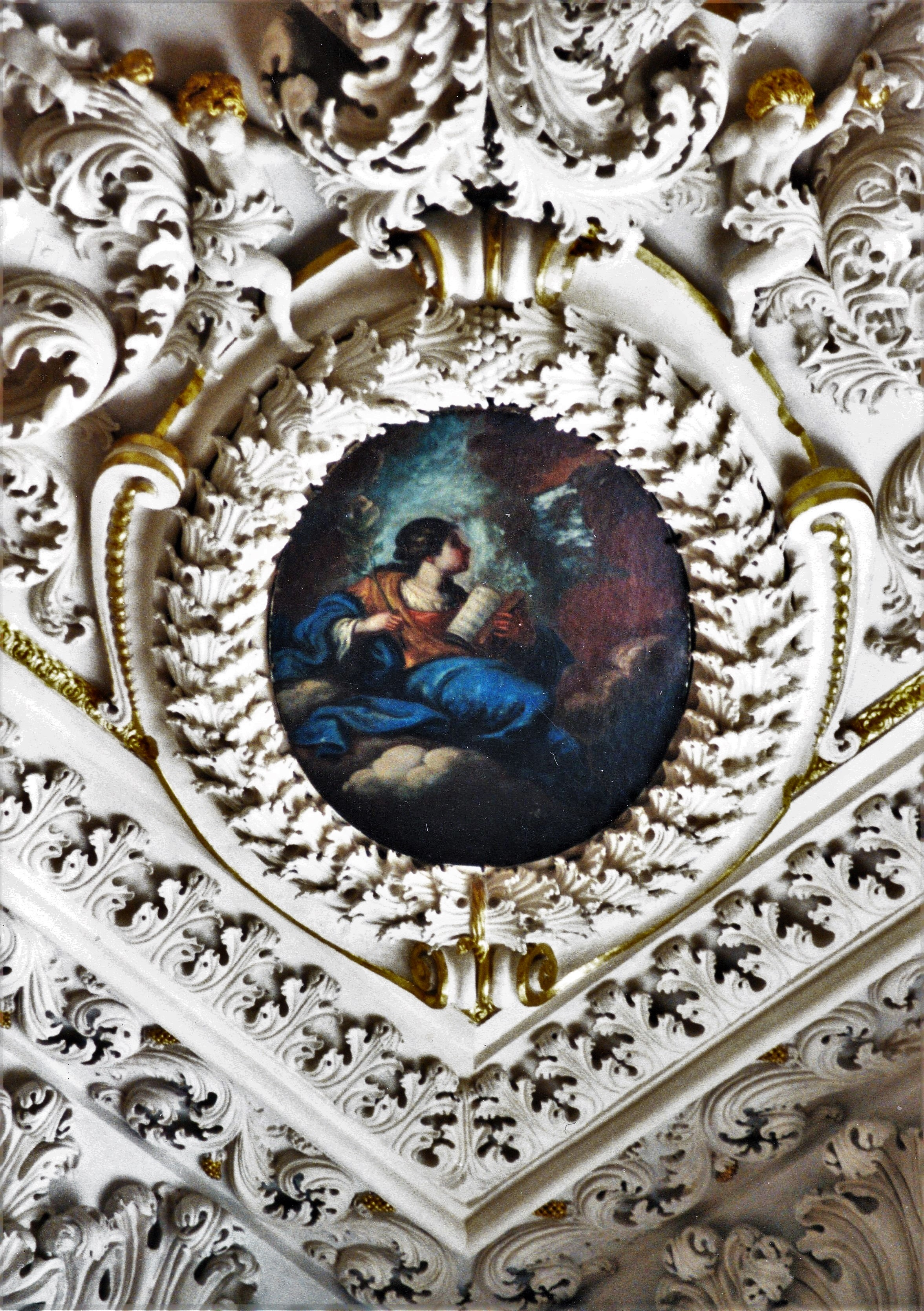
1682, Schloss Öttingen, Goldener Saal

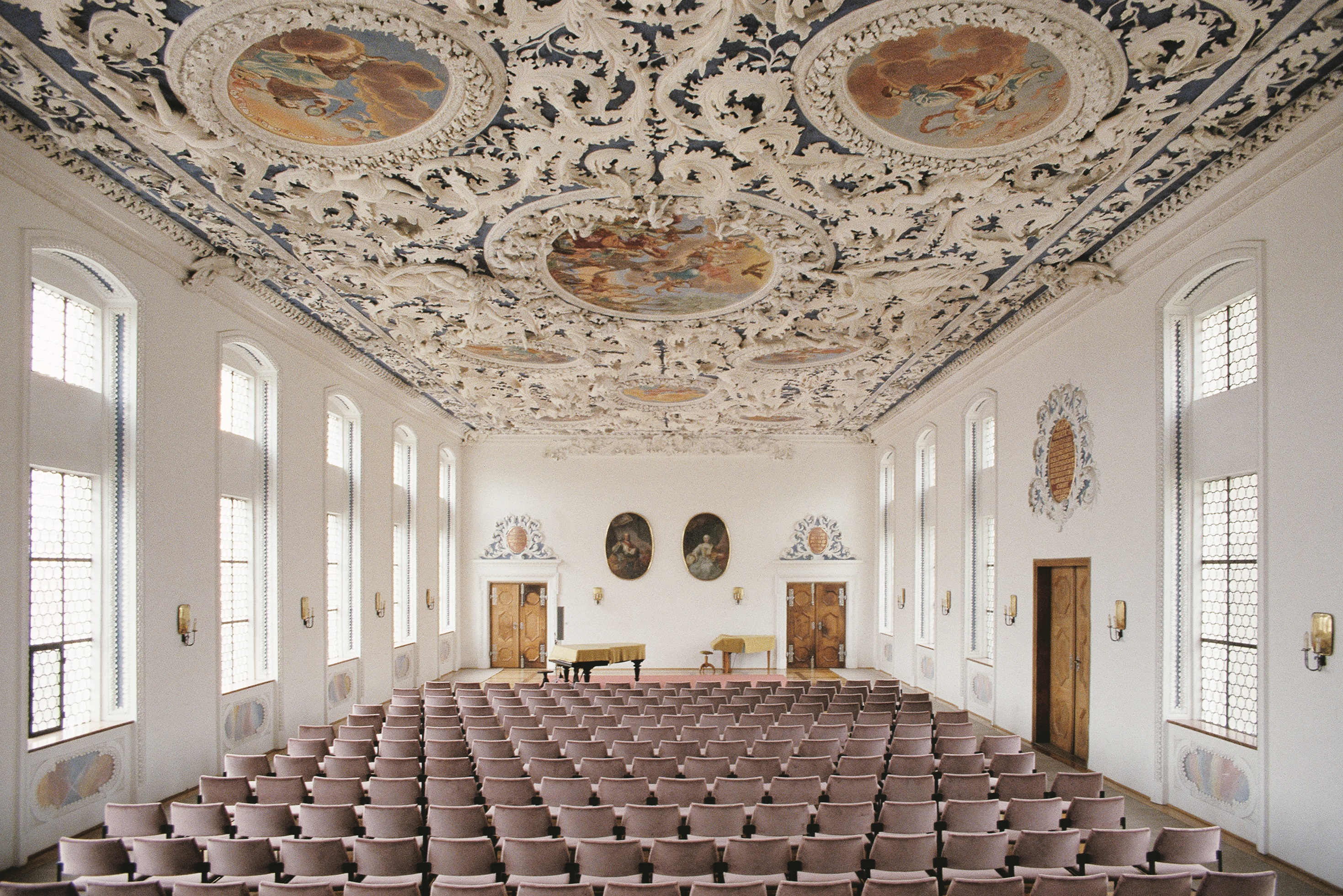
1694 Kloster Wettenhausen, Kaisersaal

## Werke
- 1682 mit Matthias Schmuzer: Goldener Saal Neues Schloss Öttingen
- 1694 Kaisersaal im Kloster Wettenhausen
- 1697 Kloster Beuron, Räume des Südflügels stuckiert
- 1699 Aufträge für den württembergischen Herzog in Stuttgart
- 1700 Auftrag an Hanns Georg Brixen ein stucaturer von Augspurg Gestaltung des Chores der Wallfahrtskirche Zur Schmerzhaften Muttergottes im Weggental bei Rottenburg am Neckar für 600 Gulden.[1]
- 1701 als Baumeister, Kloster Beuron, Ostflügel, anschließend bis 1702 die Stuckarbeiten
- 1705 Wallfahrtskirche Unserer Lieben Frau in Münsterhausen bei Günzburg, ein Bauwerk von Valerian Brenner, die Stuckaturen der Langhausdecke
- 1720 Hofbaumeister der Fürsten von Fürstenberg
- 1721 bis 1724 Wallfahrtskirche St. Maria und Verena in Engelswies an der Straße von Messkirch nach Inzigkofen. (Stuck nicht erhalten)
- ab 1730 Bauleiter unter Johann Caspar Bagnato für den Neubau der Johann-Nepomuk-Kapelle an der Stadtpfarrkirche St. Martin in Messkirch. Stuck und Fresken der Brüder Asam.
- 1732 ist Franz Singer (Baumeister, 1701) Hofpalier in Messkirch. Einige Bauten der folgenden Jahre wird er für Brix erstellt haben.
- 1735 wirkt Brix wieder als ausführender Unternehmer von Bagnato für dessen Umbauten im Schloss Messkirch. Für die Erweiterung des Schlosses liefert Bagnato 1736 auf der Basis von Vorprojekten des Hofbaumeisters ein neues Projekt, das aber nicht ausgeführt wird. Lediglich der Marstall und ein Kutschengebäude werden von 1736 bis 1738 erstellt.
- 1737 bis 1738: Zugeschrieben wird dem nun Siebzigjährigen noch die bescheidene Pfarrkirche St. Anna in Jungnau.[2]